# Число Перрена
В теории чисел числами Перрена называются члены линейной рекуррентной последовательности:
P(0) = 3, P(1) = 0, P(2) = 2,
и
P(n) = P(n − 2) + P(n − 3) for n > 2.
Последовательность чисел Перрена начинается с
3, 0, 2, 3, 2, 5, 5, 7, 10, 12, 17, 22, 29, 39, ... (последовательность A001608 в OEIS)

## История
Эта последовательность была упомянута Эдуардом Люка́ (Édouard Lucas) в 1876-м. В 1899-м ту же самую последовательность использовал в явном виде Перрен.
Наиболее глубокое изучение этой последовательности было сделано Адамсом (Adams) и Шанксом (Shanks) (1982).

## Свойства

### Производящая функция
Производящей функцией чисел Перрена
является
{\displaystyle G(P(n);x)={\frac {3-x^{2}}{1-x^{2}-x^{3}}}.}

### Матричное представление
{\displaystyle {\begin{pmatrix}0&1&0\\0&0&1\\1&1&0\end{pmatrix}}^{n}{\begin{pmatrix}3\\0\\2\end{pmatrix}}={\begin{pmatrix}P\left(n\right)\\P\left(n+1\right)\\P\left(n+2\right)\end{pmatrix}}}

### Аналог формулы Бине
Последовательность чисел Перрена может быть записана в терминах степени корней характеристического уравнения
{\displaystyle x^{3}-x-1=0.}
Это уравнение имеет три корня. Один из этих корней p вещественный (известен как пластическое число). Используя его и два сопряженных комплексных корня q и r,
можно выразить число Перрена аналогично формуле Бине для чисел Люка:
{\displaystyle P\left(n\right)={p^{n}}+{q^{n}}+{r^{n}}.}
Поскольку абсолютные значения комплексных корней q и r меньше 1, степени этих корней будут стремиться к 0 при увеличении n. Для больших n формула упрощается до
{\displaystyle P\left(n\right)\approx {p^{n}}}
Эта формула может быть использована для быстрого вычисления чисел Перрена для больших n. Отношение последовательных членов последовательности Перрена стремится к p ≈ 1.324718.
Эта константа играет ту же роль для последовательности Перрена, что и золотое сечение для чисел Люка. Аналогичная связь существует между p и последовательностью Падована, между золотым сечением и числами Фибоначчи, а также между серебряным сечением и числами Пелля.

### Формула умножения
Из формул Бине мы можем получить формулы для G(kn) в терминах G(n−1), G(n) и  G(n+1).
Мы знаем, что
{\displaystyle {\begin{matrix}G(n-1)&=&p^{-1}p^{n}+&q^{-1}q^{n}+&r^{-1}r^{n}\\G(n)&=&p^{n}+&q^{n}+&r^{n}\\G(n+1)&=&pp^{n}+&qq^{n}+&rr^{n}\end{matrix}}}
Что дает нам систему из трех линейных уравнений с коэффициентами из поля разложения многочлена {\displaystyle x^{3}-x-1}.
Вычислив обратную матрицу, мы можем решить уравнения и получить {\displaystyle p^{n},q^{n},r^{n}}.
Затем мы можем возвести в степень k все три полученных значения и посчитать сумму.
Пример программы в системе Magma:
```
P
<
x
>
 := PolynomialRing(Rationals());
S
<
t
>
 := SplittingField(x^3-x-1); 
P2
<
y
>
 := PolynomialRing(S);
p,q,r := Explode(
[
r
[
1
]
 : r in Roots(y^3-y-1)
]
);
Mi:=Matrix(
[
[
1/p,1/q,1/r
]
,
[
1,1,1
]
,
[
p,q,r
]
]
)^(-1);
T
<
u,v,w
>
 := PolynomialRing(S,3);
v1 := ChangeRing(Mi,T) *Matrix(
[
[
u
]
,
[
v
]
,
[
w
]
]
);

[
p^i*v1
[
1,1
]
^3 + q^i*v1
[
2,1
]
^3 + r^i*v1
[
3,1
]
^3 : i in 
[
-1..1
]
]
;
```

Положим {\displaystyle u=G(n-1),v=G(n),w=G(n+1)}.
В результате решения системы получим
{\displaystyle {\begin{matrix}23G(2n-1)&=&4u^{2}+3v^{2}+9w^{2}+18uv-12uw-4vw\\23G(2n)&=&-6u^{2}+7v^{2}-2w^{2}-4uv+18uw+6vw\\23G(2n+1)&=&9u^{2}+v^{2}+3w^{2}+6uv-4uw+14vw\\23G(3n-1)&=&\left(-4u^{3}+2v^{3}-w^{3}+9(uv^{2}+vw^{2}+wu^{2})+3v^{2}w+6uvw\right)\\23G(3n)&=&\left(3u^{3}+2v^{3}+3w^{3}-3(uv^{2}+uw^{2}+vw^{2}+vu^{2})+6v^{2}w+18uvw\right)\\23G(3n+1)&=&\left(v^{3}-w^{3}+6uv^{2}+9uw^{2}+6vw^{2}+9vu^{2}-3wu^{2}+6wv^{2}-6uvw\right)\end{matrix}}}
Число 23 возникает в этих формулах как дискриминант многочлена, задающего последовательность ({\displaystyle x^{3}-x-1}).
Это позволяет вычислять n-ое число Перрена в арифметике целых чисел, используя {\displaystyle O(\log n)} умножений.

## Простые и делимость

### Псевдопростые числа Перрена
Было доказано, что все простые p делят P(p). Обратно, однако, неверно — некоторые составные числа n могут делить P(n), такие числа называются псевдопростыми числами Перрена.
Вопрос о существовании псевдопростых чисел Перрена был рассмотрен самим Перреном, но было неизвестно, существуют они или нет, пока Адамс (Adams) и Шанкс (Shanks) (1982) не обнаружили наименьшее из них, 271441 = 5212.
Следующим стало {\displaystyle 904631=7\times 13\times 9941}.
Известно семнадцать псевдопростых чисел Перрена, меньших миллиарда;
Джон Грантам (Jon Grantham) доказал, что имеется бесконечно много псевдопростых чисел Перрена.

### Простые числа Перрена
Числа Перрена, являющиеся простыми, образуют последовательность:
2, 3, 5, 7, 17, 29, 277, 367, 853, 14197, 43721, 1442968193, 792606555396977, 187278659180417234321, 66241160488780141071579864797 (последовательность A074788 в OEIS)
Вайсстайн нашёл вероятно простое число Перрена P(263226) с 32147 знаками в мае 2006 года.